# Cantó de Fort-de-France-8
El cantó de Fort-de-France-8 és una divisió administrativa francesa situat al departament de Martinica a la regió de Martinica.

## Composició
El cantó comprèn una fracció de la comuna de Fort-de-France.

## Administració
| Període                                  | Identitat          | Partit | Qualitat |
| ---------------------------------------- | ------------------ | ------ | -------- |
| 2008-2014                                | Geneviève Chanteur | RDM    |          |
| Les dades anteriors no són pas conegudes |                    |        |          |